# グレ＝ヌヴィル
グレ＝ヌヴィル （Grez-Neuville）は、フランス、ペイ・ド・ラ・ロワール地域圏、メーヌ＝エ＝ロワール県のコミューン。

## 地理
町はオータンジュー地方の辺境にある。アンジェの23km北西、スグレの19km南東に位置している。県都アンジェに直接通じる県道775号線が通じている。
マイエンヌ川がコミューンを流れている。

## 由来
Grezの地名の古いつづりは、Gradus（1530年）、Greto（1082年）、Greio（1094年）、Grez（1183年）である · 。
Neuvilleの古いつづりは、Nova Villa in Andecavo（837年）、Nova Villula（1080年）、Nova Villa（1111年）、Novilla（1134年-1150年）、Parochia de Novile（1265年）、Nefville outre Maine（1378年）、Nova Villa（1454年）、La paroisse de Neufville-sur-Maine（1539年）、St-Martin-de-Neuville et Gré（17世紀から18世紀） · 。1793年にGrez Neuvilleとなり、1801年よりGrez-Neuvilleとなった。

## 歴史
グレ＝ヌヴィルは、2つの要素からなる地名にもかかわらず、アンシャン・レジーム時代より単一の教区を形成してきた。しかし教区は、マイエンヌ川の両岸で向かい合うグレとヌヴィルの町で構成されていた。地元の人々が1777年に自分たちの教区について記したのが以下のものである。
『マイエンヌ川はグレとヌヴィルの村落を2つに分けている。西側の村落で教会のあるヌヴィルが教区の2/3の面積を占める。残りの1/3である、グレの村落の側から朝日が昇る。』
古い年代記の上では違いがある。地名については、834年に『聖アルデリックがかの地に農場を築いた』と記されたヌヴィルの方が古いことが示唆されている。古名のNova Villa in Andecavoは、ル・リオン＝ダンジェの人口集中地と比較して後のものだということがわかる。グレについては、1122年の記述が最も古い。ニコラ・ド・ヌヴィルが家臣のラウール・ド・グレに聖ジャックに捧げる礼拝堂の建設を許可したというものである。この礼拝堂はラウールの自宅の近く、マイエンヌ川の左岸にあった。教区教会は司祭館のように、ヌヴィルにあった。グレとヌヴィルは橋でつながっていたと、1462年に示されている。

## 人口統計
| 1962年 | 1968年 | 1975年 | 1982年 | 1990年 | 1999年 | 2006年 | 2012年 |
| ------ | ------ | ------ | ------ | ------ | ------ | ------ | ------ |
| 935    | 853    | 765    | 860    | 1040   | 1307   | 1436   | 1474   |

出典は1999年までLdh/EHESS/Cassini、2004年以降INSEEによる。

## ギャラリー

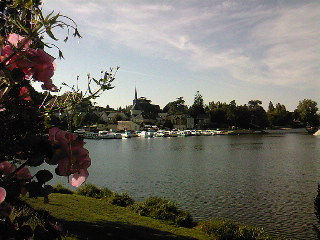
マイエンヌ川
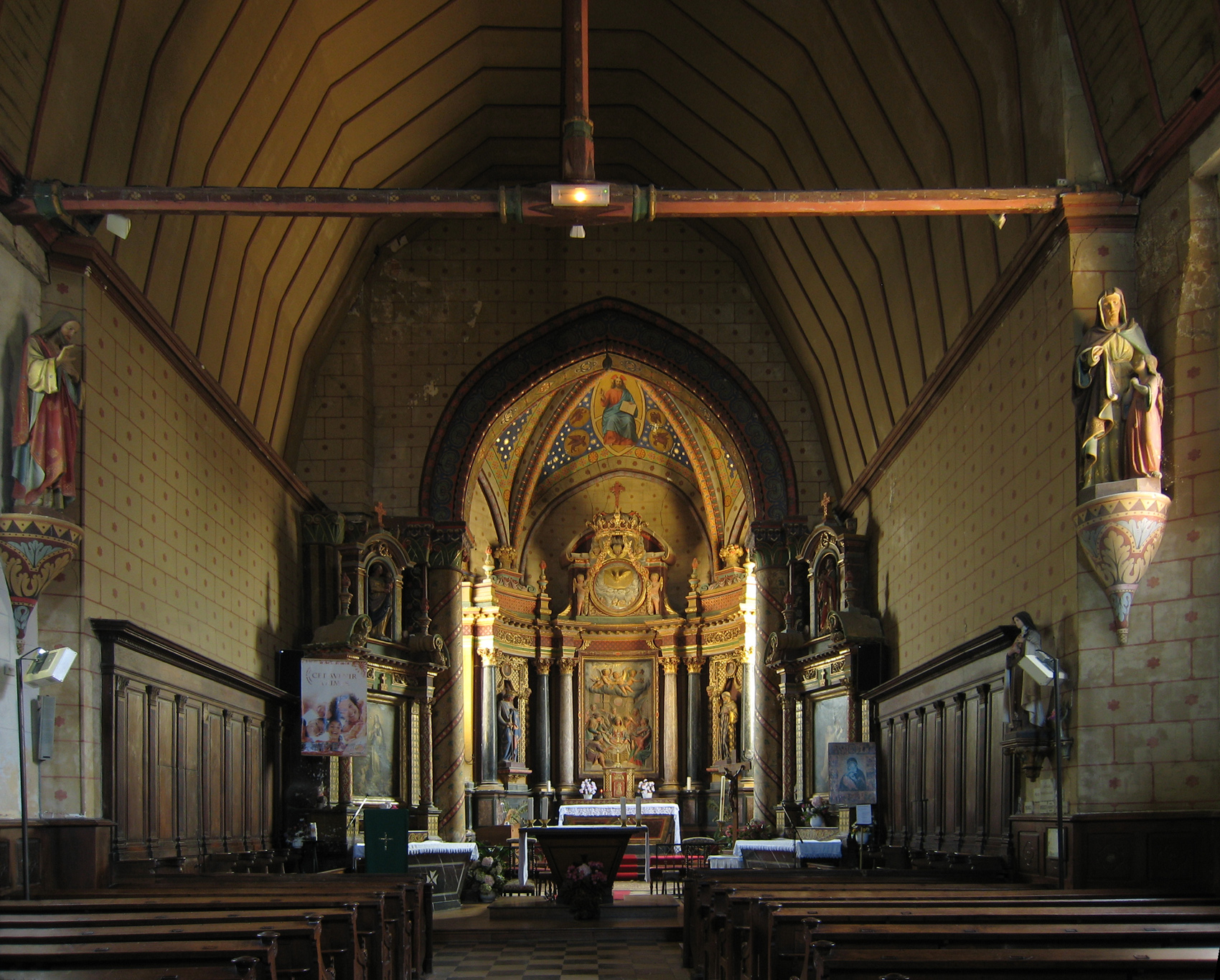
ヌヴィルの教会内部
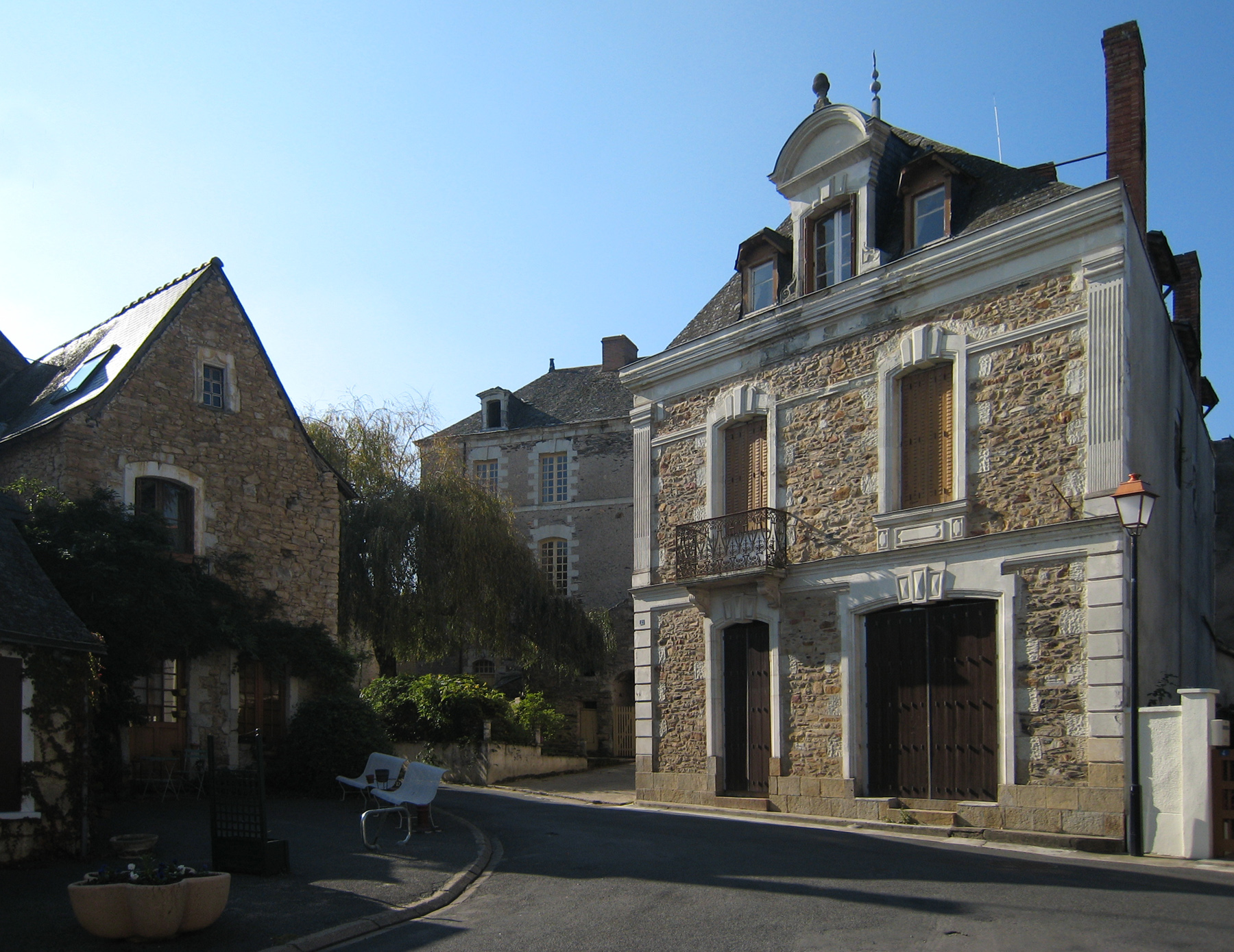
石造りの古い家屋
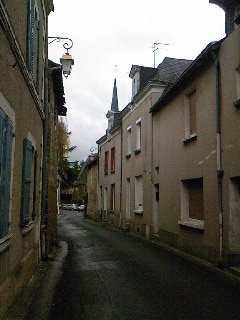
ヌヴィルの古い通り
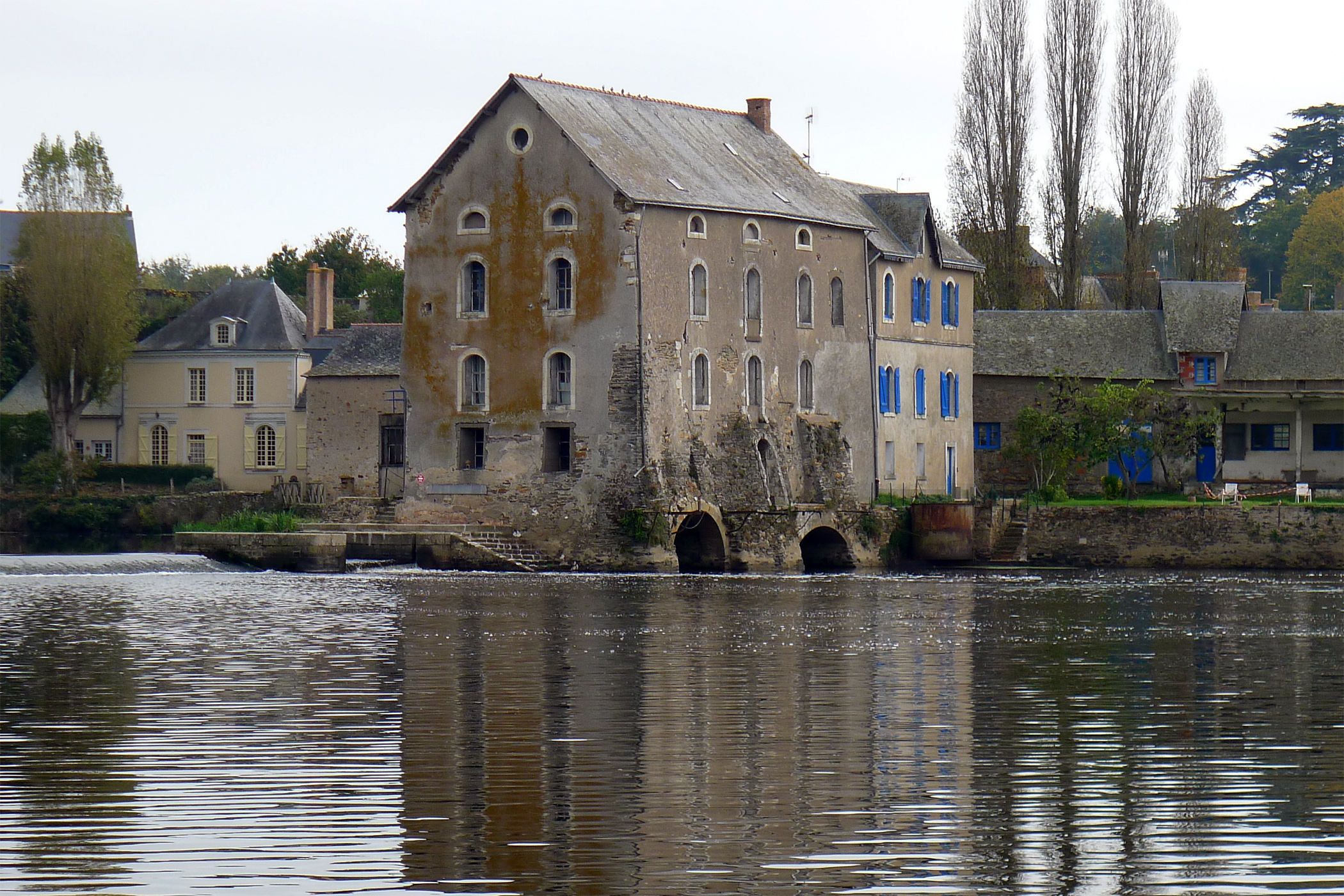
古い水車
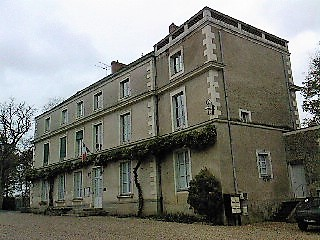
役場
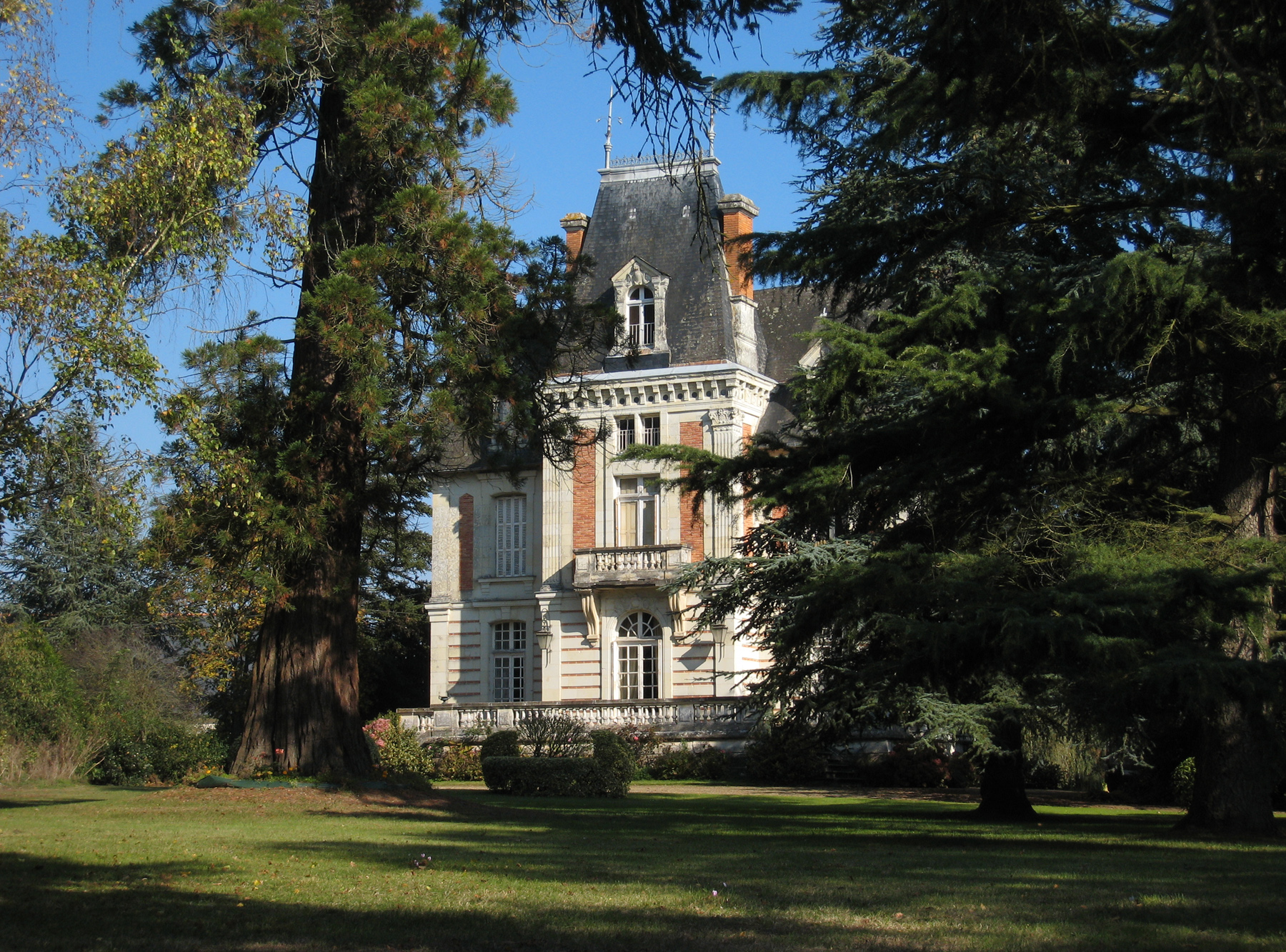
ベルヴュ城